# Mi camino es amarte
Mi camino es amarte – meksykańska telenowela z 2022 roku. Wyprodukowana przez wytwórnię Televisa.

## Obsada
| Aktor                    | Rola                                |
| ------------------------ | ----------------------------------- |
| Susana González          | Daniela Gallardo                    |
| Gabriel Soto             | Guillermo „Memo” Santos Pérez       |
| Mark Tacher              | Fausto Beltrán                      |
| Ximena Herrera           | Karen Zambrano                      |
| Sara Corrales            | Úrsula Hernández                    |
| Mónika Sánchez           | Amparo Santos Pérez                 |
| Sergio Reynoso           | Humberto Santos                     |
| Leonardo Daniel          | Eugenio Zambrano                    |
| Fabián Robles            | Aarón Peláez                        |
| Alfredo Gatica           | César Ramírez                       |
| Camille Mina             | Isabella Beltrán Gallardo           |
| André Sebastián González | José María „Chema” Hernández Santos |
| Ara Saldívar             | Jesusa „Chuchita” Galván            |
| Julián Figueroa          | Leonardo Santos Pérez               |
| María Prado              | Nélida                              |
| Araceli Adame            | Berenice García                     |
| Karla Esquivel           | Gabriela „Gaby” Hernández           |
| Rodrigo Brand            | Juan Pablo „Juanpa” Gallardo        |
| Diana Haro               | Guadalupe „Lupita” Hernández        |
| Carlos Said              | Sebastián Zambrano                  |
| Alberto Estrella         | Macario Hernández                   |